# Prêmio Anisfield-Wolf
O Anisfield-Wolf Book Award é um prêmio literário norte-americano dedicado a homenagear obras literárias que façam contribuições importantes para a compreensão do racismo e a valorização da rica diversidade da cultura humana. Estabelecido em 1935 pela poetisa e filantropa de Cleveland Edith Anisfield Wolf e originalmente administrado pela Saturday Review, os prêmios são administrados pela Fundação de Cleveland desde 1963.
Vários prêmios nas categorias de ficção, poesia, não ficção e realização vitalícia são concedidos a cada setembro em uma cerimônia gratuita e aberta ao público com a presença dos homenageados. Vencedores anteriores notáveis incluem Zora Neale Hurston (1943), Langston Hughes (1954), Martin Luther King, Jr. (1959), Maxine Hong Kingston (1978), Wole Soyinka (1983), Nadine Gordimer (1988), Toni Morrison (1988), Ralph Ellison (1992), Edward Said (2000) e Derek Walcott (2004).
O júri é composto por escritores e acadêmicos americanos proeminentes pelo menos desde 1991, quando o presidente do júri de longa data Ashley Montagu, um renomado antropólogo, pediu à poetisa Rita Dove e ao estudioso Henry Louis Gates Jr. para ajudá-lo a julgar o grande número de livros submetido anualmente por editores em todas as disciplinas. Quando Montagu se aposentou em 1996, Gates assumiu a posição de presidente. Como Gates, Rita Dove continua jurada até hoje; em 1996, ela foi acompanhada pelo biólogo evolucionista Stephen Jay Gould, a escritora Joyce Carol Oates e o historiador Simon Schama. Após a morte de Gould em 2002, o psicólogo Steven Pinker o substituiu no júri.